# Gerardo Eusebio Sueldo
Gerardo Eusebio Sueldo (* 21. August 1936 in Rosario, Provinz Santa Fe; † 4. September 1998) war ein argentinischer Geistlicher und römisch-katholischer Bischof von Santiago del Estero.

## Leben
Gerardo Eusebio Sueldo empfing am 9. Juli 1961 das Sakrament der Priesterweihe.
Am 30. April 1982 ernannte ihn Papst Johannes Paul II. zum Bischof von Orán. Der Bischof von Catamarca, Alfonso Pedro Torres Farías OP, spendete ihm am 3. Juli desselben Jahres die Bischofsweihe; Mitkonsekratoren waren der Bischof von Santiago del Estero, Manuel Guirao, und der Apostolische Nuntius in Argentinien, Erzbischof Manuel Tato.
Am 15. Mai 1993 ernannte ihn Johannes Paul II. zum Koadjutorbischof von Santiago del Estero. Die Amtseinführung fand am 31. Oktober desselben Jahres statt. Am 23. November 1994 wurde Gerardo Eusebio Sueldo in Nachfolge des zurückgetretenen Manuel Guirao Bischof von Santiago del Estero.